# Coyah
Coyah – miasto w Gwinei (region Kindia). Według danych szacunkowych na rok 2012 liczy 117 329 mieszkańców.